# صلحي الوادي
صلحي الوادي (بغداد 12 شباط 1934 - دمشق 30 أيلول 2007) مؤلف موسيقي عراقي وقائد أوركسترا في سوريا. والده العراقي حامد باشا ابن محمود الوادي ( 1898 - 1966 ) كبير المرافقين والمرافق الخاص للأمير عبد الله بن الحسين، ورئيس الديوان الأميري الأردني، وأمه أردنية، أمضى معظم حياته منذ عام 1960 في دمشق حيث أقام بها لاحقاً بشكل كامل مساهماً في تشكيل فرقة الأوركسترا الوطنية السورية ومدرّساً ومديراً المعهد العالي للموسيقا في دمشق.
تعرف على سينثيا (زوجته) خلال وجوده في الأكاديمية الملكية في لندن بين عامي 1952 - 1960، وكانا ضمن دفعة واحدة هو بفرع الكمان وهي بفرع البيانو .

## مسيرته
ولد صلحي الوادي في بغداد عام 1934 وعشق الموسيقى منذ أن كان طفلاً، حيث كان يقتني الإسطوانات، ويستمع بشغف كبير إلى الموسيقى التي تقدمها إذاعة دمشق عام 1940، وفي عام 1945 وبعد حصوله على الشهادة الابتدائية من مدارس دمشق انتقل إلى الإسكندرية بمصر ودرس في إحدى مدارسها الداخلية المرحلة الثانوية.
في عام 1947، التحق بكونسرفتوار الإسكندرية لدراسة الكمان والتأليف الموسيقي على يد أستاذين أحدهما إيطالي والثاني إسباني، ومارس العزف في فرقة الإسكندرية السيمفونية على آلة الفيولا التي قدمت لصلحي الوادي مقطوعة موسيقية بعنوان «ابتسامة».
في عام 1953، أرسله والده إلى إنجلترا لدراسة الهندسة الزراعية في وايت كوليرج، التي هجرها لاحقاً بعد أن سجّل في الأكاديمية الملكية للموسيقى، وتفرغ نهائياً لدراسة الموسيقى وهذه كانت بمثابة صدمة للأب الذي وافق على مضض.
في عام 1957 شكل فرقة أوركسترا ضمت مجموعة من العازفين بلغ عدد أعضائها عشرين عازفاً وقد قاد هذه الأوركسترا بنفسه.
في عام 1960، عاد صلحي الوادي مع زوجته البريطانية وعائلته الصغيرة إلى دمشق وبدأ العمل على جعل الموسيقى الجادة جزءاً من المشهد الفني في سورية
وعُيّن مديرا للمعهد العربي للموسيقى بدمشق الذي كان قد تأسس حديثاً - سمي لاحقا باسمه - وقد وضع أنظمته وبرامجه وفق ما كان يدرس في القاهرة.
وفي هذه الأثناء تعرف على أبي بكر خيرت وهو من خيرة الموسيقيين بمصر إذ دعاه مع نجمي السكري للذهاب إلى القاهرة وليكون مساعد قائد أوركسترا القاهرة السيمفوني.
في عام 1990، أسس المعهد العالي للموسيقى بدمشق، وعُيّن عميدا له.
بعد افتتاح المعهد الجديد استطاع أن يؤهّل طاقماً من العازفين من الطلاب ليحقق معهم حلم حياته ألا وهو تأسيس أوركسترا وطنية، وفي عام 1993، تحقق هذا الحلم حينما قدمت الفرقة السيمفونية الوطنية السورية أولى حفلاتها بقيادة صلحي الوادي.
في عام 1995، قاد صلحي الوادي أول حفل موسيقى أوبرالية في سورية هي «ديدو وإينياس» التي تمّ تقديمها في مدرج بصرى، وحضرها 15 ألف مشاهد
بعد هذا العرض، كرّمه الرئيس الراحل حافظ الأسد بوسام الاستحقاق من الدرجة الممتازة، وهو أعلى وسام يُمنح في سورية.
وفي عام 1999 منحه كونسرفتوار كوميتاس في يريفان أرمينيا دكتوراه فخرية، كما منحته الأكاديمية الروسية للعلوم والفنون شهادة الدكتوراه الفخرية في عام 2000.
في عام 2001، كرّمه البابا يوحنا بولص الثاني بميدالية القديس بطرس وبولص، وذلك خلال زيارته لسورية كجزء من زيارته الألفية.

## وفاته
استمر صلحي الوادي في عطاءاته الموسيقية إلى أن أقعده المرض عام 2002 عندما سقط على خشبة المسرح مغمى عليه على أثر جلطة دماغية.
وفي الثلاثين من أيلول 2007 توفي بعد صراع مرير مع المرض دام خمس سنوات.

## وصلات خارجية
- صلحي الوادي على موقع IMDb (الإنجليزية)
- صلحي الوادي على موقع ميوزك برينز (الإنجليزية)
- صلحي الوادي على موقع ديسكوغز (الإنجليزية)
- صلحي الوادي على موقع قاعدة بيانات الفيلم (الإنجليزية)

معهد صلحي الوادي